# 马鞍树钩丝壳
马鞍树钩丝壳（学名：Uncinula maackiae）是属于白粉菌目白粉菌科钩丝壳属的一种真菌，寄生在马鞍树属植物上。该种分布于中国。